# Fort Mozzello

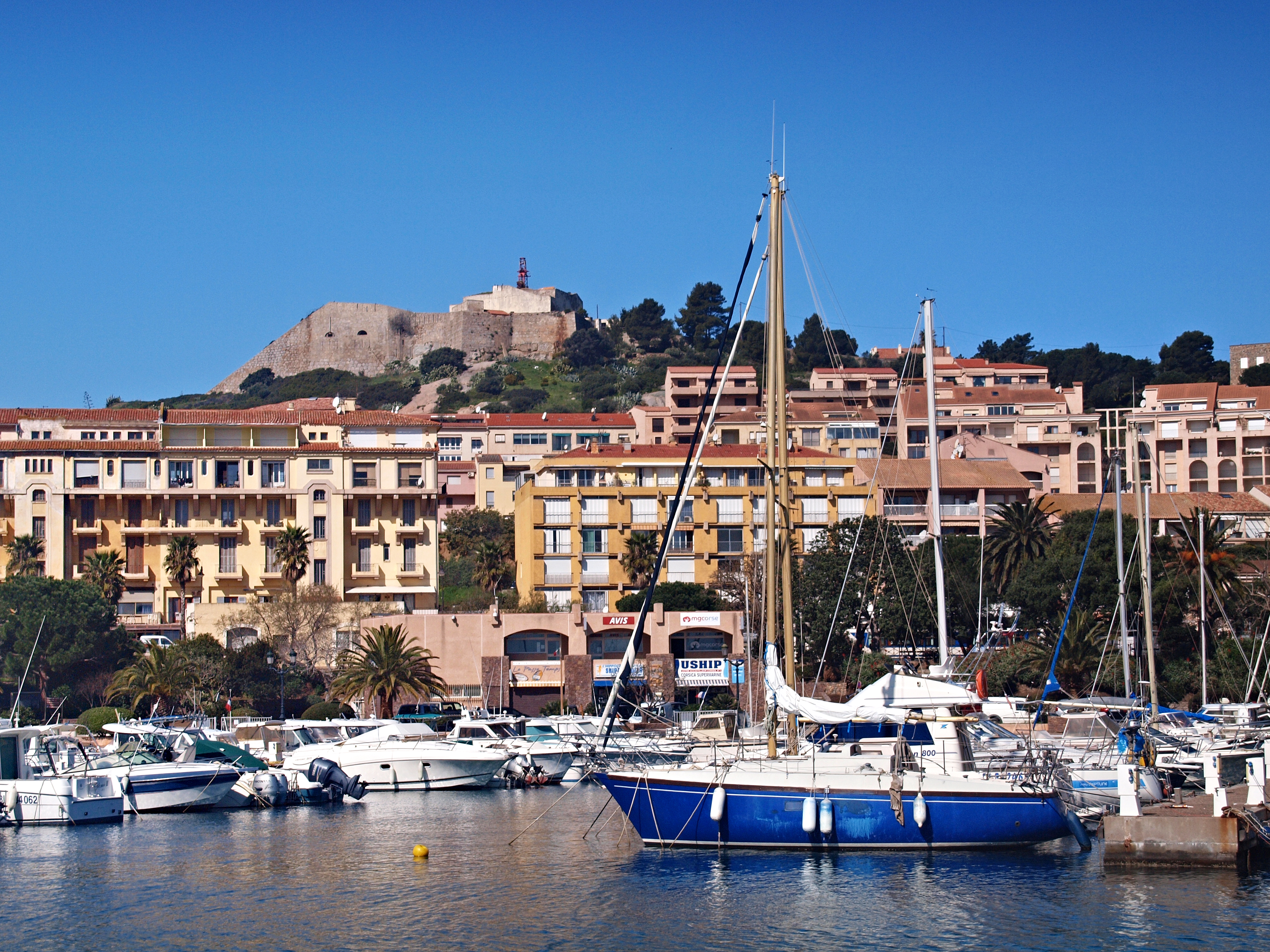
Le port de Calvi et le fort Mozzello.

Le Fort Mozzello (ou Caserne Maillebois) est un fort militaire construit en 1756 à Calvi, en Balagne (Corse).  

## Historique
Le fort Mozzello, devenu caserne Maillebois du nom du marquis et petit neveu de Colbert, fut construit en 1756 par les ingénieurs militaires génois. Protégeant la citadelle de Calvi, il fut pris par les troupes anglaises commandées par l'amiral Horatio Nelson dans la nuit du 13 au 14 juillet 1794, lors du siège de Calvi. Après la prise de ce fort, l'artillerie anglaise envoya 8 500 boulets sur la ville de Calvi de cette position.